# 数え歌
数え歌（かぞえうた）は、数えることをテーマにした和歌や歌謡などを指す。歌謡は数え唄とも書く。

## 日本語の数え歌

### 和歌
日本では、古くは降神（神がかり）の儀式の際の呪言として用いられたと言われる。
『古今和歌集』仮名序に歌の一体として「かぞへうた」について記されているが、具体的な内容は不詳である。
『倭儛歌譜』には「計歌」として記載されている。

### 歌謡

#### カバー
- 藤圭子のアルバム『圭子のわらべ唄／藤圭子とグリーメン』JRS-7174（1971年）収録。編曲：小杉太一郎。

#### 数詞を折り込んだ歌
歌詞の各行（バース）の頭に1から順に数詞を折り込んで歌う。
民謡として、古くから伝えられているものも多い。言葉遊び的な要素もある。たとえば一をひとつと読むのを人に押韻し、歌詞を紡いでいく。
近世に入ると、和歌・神事祭文より、浄瑠璃・庶民歌謡まで幅広い分野で行われた。
- 一番はじめは一の宮
- ヨサホイ節：一番「ひとつ出たホイ（又は出たわい）のヨサホイのホイ、一人娘と」などで始まる、代表的な春歌。十五番「十五出たホイ…十五夜お月さんと」または最終番「終わり出たホイ…尾張の女と」で終わる[1]。
- 一つともせ（ひとつとせ）：「ひとつとせ、人里離れた一つ家（や）に　滅多に入るな鬼が棲む」など数を増やしていき「十（とお）とせ」でとうとう御用となって終了。ヨサホイ節に似ているが淫靡な歌詞でない。
- 一合まいた:香川県に伝承される盆踊り唄
- 大漁節：国際放送NHKワールド・ラジオ日本のインターバルシグナルに使われている。
- おべんとうばこのうた
- いっぽんでもニンジン
- 大ちゃん数え唄 唄：天童よしみ（アニメ：いなかっぺ大将オープニングテーマ）

#### 数え上げるための歌
数をリズムよく数え上げるための歌。童歌としては、手毬・御手玉・羽根突と組み合わされて発達した。
- どちらにしようかな
- ちゅうちゅうたこかいな
- 一かけ二かけ（明治時代成立）
- 一列談判（イチレツランパン）（明治時代成立）